# DFS 331
Die DFS 331 war ein projektierter militärischer Lastensegler der Deutschen Forschungsanstalt für Segelflug (DFS).

## Geschichte
Entwickelt wurde das Flugzeug von Hans Jacobs als Großraumlastensegler, der Bau der Versuchsmuster erfolgte aufgrund der Auslastung der DFS im zur Gothaer Waggonfabrik gehörigen Reparaturwerk Erfurt (RWE). Das Flugzeug war als abgestrebter Schulterdecker in Gemischtbauweise mit doppeltem Leitwerk konzipiert worden. Der Start sollte auf einem abwerfbaren Zweiradfahrgestell, die Landung auf ausschwenkbaren Kufen erfolgen. Der Heckbereich war nach Flügelhinterkante nach oben hochklappbar. Zwei Einstiege befanden sich auf der Backbordseite. Der Bau von drei Exemplaren wurde am 1. September 1940 vom Reichsluftfahrtministerium in Auftrag gegeben, der im Zeitraum vom September bis November des Jahres abgeschlossen werden sollte. Die DFS 331 V1 wurde noch im gleichen Monat vollendet und am 30. September 1940 in Gotha von Hanna Reitsch im Flugzeugschlepp mit einer Ju 52/3m, die Karl Heinz Blendermann steuerte, eingeflogen. Die Erprobung umfasste etwa 100 Flüge, von denen die letzten am 19. Januar 1941 zum Abschluss von Carl Francke von der Erprobungsstelle Rechlin absolviert wurden. Das Flugzeug erwies sich als gut beherrschbar und bei einem im Anschluss durchgeführten Vergleichsfliegen dem Konkurrenzmuster Go 242 in allen Flugleistungen als überlegen, besaß allerdings eine geringere Zuladung, weshalb eine Serienfertigung schlussendlich unterblieb. Von den drei bestellten Exemplaren wurden mindestens zwei vollendet.

## Technische Daten
| Kenngröße              | Daten (DFS 331 V1) |
| ---------------------- | ------------------ |
| Besatzung              | 1                  |
| Passagiere             | 18                 |
| Spannweite             | 23,00 m            |
| Länge                  | 15,81 m            |
| Höhe                   | 3,55 m             |
| Flügelfläche           | 60 m²              |
| Flügelstreckung        | 8,8                |
| Flächenbelastung       | 80 kg/m²           |
| Rüstmasse              | 2270 kg            |
| max. Startmasse        | 4770 kg            |
| Höchstgeschwindigkeit  | 330 km/h           |
| Schleppgeschwindigkeit | 270 km/h           |
| Gleitzahl              | 17,5               |